# Ho sempre odiato gli anni 80
Ho sempre odiato gli anni 80 è un singolo dei cantanti italiano Gionathan e Johnson Righeira, pubblicato il 12 luglio 2024.

## Tracce
Testi e musiche di Gionathan, Samuel De Luca e Phoenix Haven.
1. Ho sempre odiato gli anni 80 – 3:06